# 1260
Cette page concerne l'année 1260  du calendrier julien.
L'année 1260 est une année bissextile qui commence un jeudi.

## Événements

### Afrique
- 5 ou 10 septembre[1] : la ville marocaine de Salé ainsi que sa population sont attaquées par des soldats castillans qui fournissaient le sultan marocain en armes.

- Le royaume de Gao est vassalisé par l’empire du Mali[2].
- Voyage d’un dominicain en Éthiopie, peut être à l’origine du légendaire royaume du prêtre Jean[3].

### Asie
- 4 juin : Kubilai Khan, fils de Tolui et petit-fils de Gengis Khan, est élu 5e et dernier khan suprême des Mongols (jusqu'en 1294), succédant à son frère Möngke décédé en 1259.
  - Guerre civile toluid. Kubilai convoque un quriltay constitué de ses fidèles au nord de la Chine, dans sa résidence d’été de Shangdu sur les rives du Dolon-nor, qui le proclame Grand Khan, en compétition avec Ariq-bögè. Kubilai, qui a le soutien de ses soldats, congédie les officiers qui soutiennent son jeune frère et établit son autorité sur les garnisons de Chine. Ses troupes mettent en déroute les tumens d’Ariq-bögè au nord du Gansu. Kubilai passe l’hiver 1260-1261 près de Karakorum, et oblige son frère à reculer jusqu’au cours supérieur du Ienisseï. Il laisse une garnison à Karakorum et rentre en Chine (1261)[4].

- Le lama tibétain Phags-pa est chargé par Koubilaï Khan de la direction des communautés religieuses de l'Empire[5]. L’administration du Tibet est réorganisée sous les auspices des Mongols. L’école religieuse Sakyapa conserve le pouvoir jusqu’en 1354, celui-ci se transmettant d’oncle à neveu au sein de la famille des Sakya.
- Le khanat de Djaghataï reçoit la région de Kachgar et le territoire de l’ancien khanat ouïgour, Bechbalik, Tourfan et Koutcha, anciens domaines du grand khan[6].
- Début du premier voyage en Chine de Niccolò Polo avec son frère Matteo et son fils Marco Polo (jusqu'en 1269)[7]. Parti de Venise, ils parviennent à Constantinople, puis gagnent la mer Noire (Soudak), et font du commerce avec les Tatares au sud de Kazan. Une guerre les empêche de retourner à Venise et ils choisissent de contourner le territoire tartare. Ils franchissent la Volga, atteignent Boukhara où ils demeurent trois ans. Un messager les invite à se rendre en Chine auprès du grand Khan, qui les reçoit et leur confie une mission auprès du pape. Leur voyage de retour dure trois ans et ils atteignent Ayas, en Cilicie arménienne, puis Acre en avril 1269.
- Édit organisant l’assistance publique en Chine[4].

### Proche-Orient

Campagne des Mongols en Syrie en 1260

- Le Il-qan Houlagou Khan conquiert les principautés ayyoubides de Syrie.
  - 18 janvier : Houlagou Khan assiège Alep, prise en le 25 malgré une résistance héroïque[8]. La ville est dévastée, sa population massacrée. Certains roitelets ayyoubides, incapables de résister, décident de reconnaître la suzeraineté mongole. Le roi arménien Hethoum et son gendre le prince d’Antioche Bohémond font de même. Les Francs d’Acre adoptent une position de neutralité plutôt favorable aux musulmans.
  - Hama et Damas (1er mars) sont occupées. C’est bientôt le tour de Naplouse et de Gaza. À l’annonce de la mort du Grand Khan Möngke (11 août 1259), Houlagou se retire de Syrie pour soutenir Kubilai Khan en laissant un gouverneur, Ketboğa, un chrétien nestorien, à la tête de 20 000 hommes. Le comte de Sidon fait tuer le cousin de Ketboğa. Les Mongols brûlent et détruisent la ville. L’alliance franco-mongole est rompue[4].
- Le mamelouk Baybars s'empare de la Syrie.
  - 26 juillet : une puissante armée égyptienne quitte Le Caire et entre en Palestine. Elle attaque la garnison mongole de Gaza, qui, prise de court, résiste à peine. Le sultan Qutuz obtient l’autorisation des croisés d’Acre de traverser leurs terres et de s’y ravitailler. Une insurrection populaire éclate à Damas contre les Mongols. Les Mamelouks en profitent pour consolider leurs positions en Galilée[4].
  - 3 septembre : victoire des Mamelouks d'Égypte sur les Mongols à la Bataille d'Aïn Djalout. Le mamelouk Baybars, d’origine Kiptchak, est envoyé à l’avant garde avec un petit détachement. Les Mongols de Ketboğa, tombant dans le piège, l’attaquent et le poursuivent. Ils se trouvent alors encerclés par les troupes égyptiennes embusquées, plus nombreuses. La cavalerie mongole est exterminée, Ketboğa lui-même, capturé, est décapité. Le 8 septembre au soir, les mamelouks entrent en libérateur dans Damas[4].
  - Après avoir repris Alep début octobre et repoussé une contre offensive d’Houlagou sur Alep (novembre), les mamelouks envisagent d’organiser des raids punitifs contre Bohémond d’Antioche et Hethoum d’Arménie, principaux alliés des Mongols. Mais une lutte pour le pouvoir éclate entre Baybars, qui veut s’établir à Alep comme gouverneur et Qutuz, qui ne veut pas d’un pouvoir concurrent en Syrie. Qutuz reprend la route du Caire pour couper court au conflit.
- 24 octobre : début du règne de Baybars, sultan mamelouk bahrite d'Égypte (jusqu'en 1277)[9].
  - De retour en Égypte, Baybars exécute de sa main le sultan Qutuz lors d’une chasse au lièvre. Il se fait proclamer sultan par les chefs militaires. Il entre au Caire, où son autorité est reconnue sans difficultés.
  - Après avoir repris Alep, Houlagou perd une bataille à Homs contre Baybars le 10 décembre[10].
  - En Syrie, d’autres officiers mamelouks profitent de la mort de Qutuz pour proclamer leur indépendance. Par une campagne éclair, le sultan Baybars s’empare de Damas et d’Alep, réunissant sous son autorité l’ancien domaine ayyoubide[10]. La frontière de l’empire des Il-khan se porte à la rive est de l’Euphrate.

### Europe

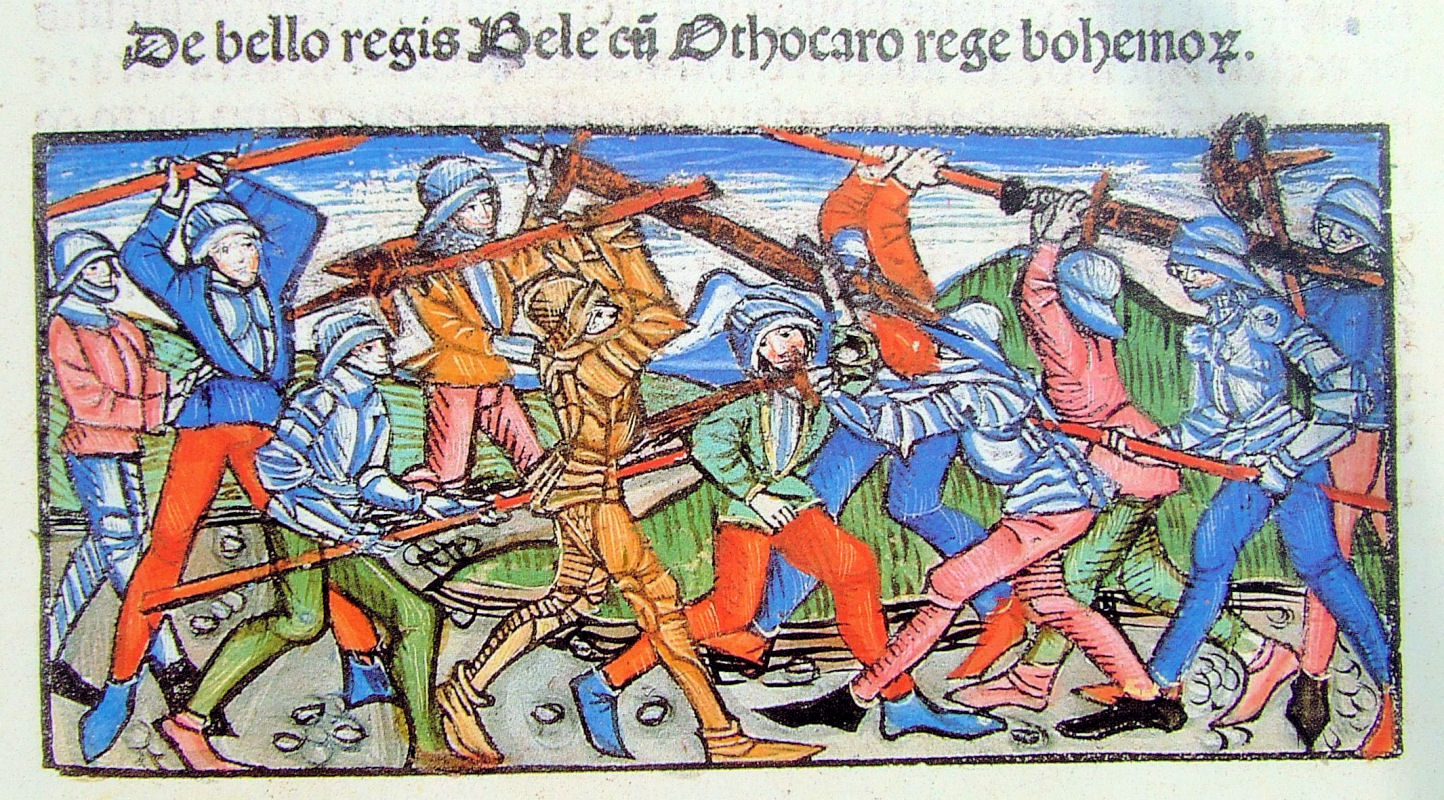
12 juillet : bataille de Kroissenbrunn

- 5 janvier[11] : Albert le Grand est nommé évêque de Ratisbonne (fin en 1262).
- 23 mai[12] : Bonaventure de Bagnorea (1221-1274), ministre général des Franciscains (1256) promulgue à Narbonne les constitutions de l’ordre. Il définit une voie moyenne entre les interprétations rigoristes et laxistes de la règle franciscaine, voie moyenne qui retarde la scission de l’ordre.

- Juin : le basileus Michel VIII Paléologue marche contre Constantinople et bloque la ville[13]. Une trêve d'un an est signée en août avec l'empereur latin Baudouin II de Courtenay[14].

- 13 juillet : victoire des Sémigales à la bataille de Durben[15]. Les Lituaniens résistent victorieusement à l’ordre des chevaliers teutoniques. Mindaugas rompt avec le christianisme.
- 12 juillet : victoire d’Ottokar Přemysl sur Étienne V de Hongrie à la bataille de Kroissenbrunn[16]. Étienne V doit céder à la Bohême la Silésie, la Slovaquie, la Lusace, l’Autriche et la Styrie (1260-1269).

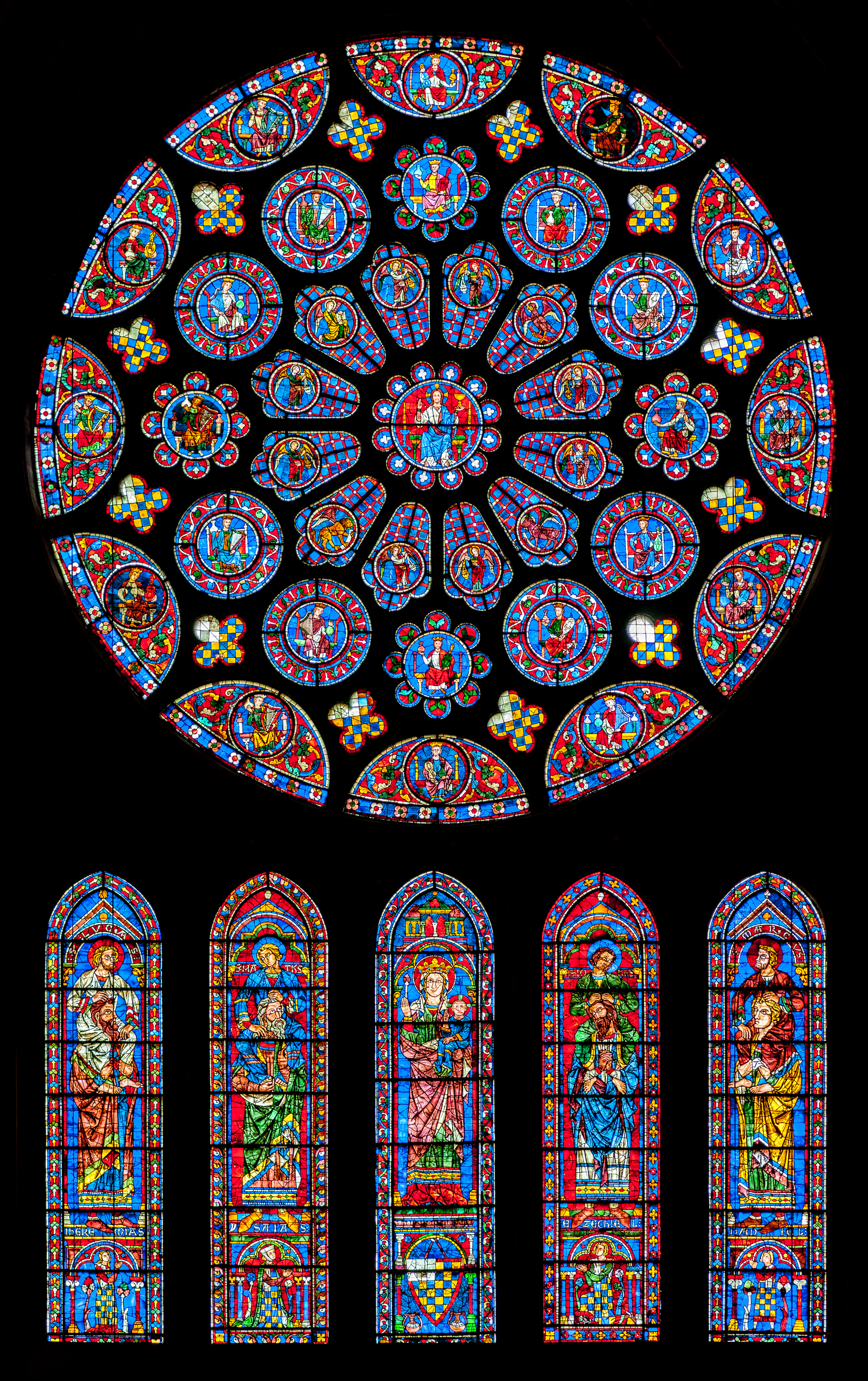
24 octobre : la cathédrale de Chartres est consacrée.

- 20 août : Wislaw II devient prince de Rügen.
- 4 septembre : les guelfes florentins sont écrasés par les gibelins siennois à la bataille de Montaperti.

- Charles d'Anjou, frère du roi de France, soumet le Piémont[17].

- Processions de flagellants et autres manifestations en Italie et en Allemagne (1260-1262)[18].

- Henri III d'Angleterre rejette toute tutelle des barons[19].

- Louis IX, roi de France interdit les duels judiciaires, le port d'armes et toutes guerres privées[20].